# Scopula semperi
Scopula semperi är en fjärilsart som beskrevs av Louis Beethoven Prout 1938. Scopula semperi ingår i släktet Scopula och familjen mätare. Inga underarter finns listade.